# 若松市警察 (福島県)
若松市警察（わかまつしけいさつ）は、かつて存在した福島県若松市（現:会津若松市）の自治体警察。

## 概要

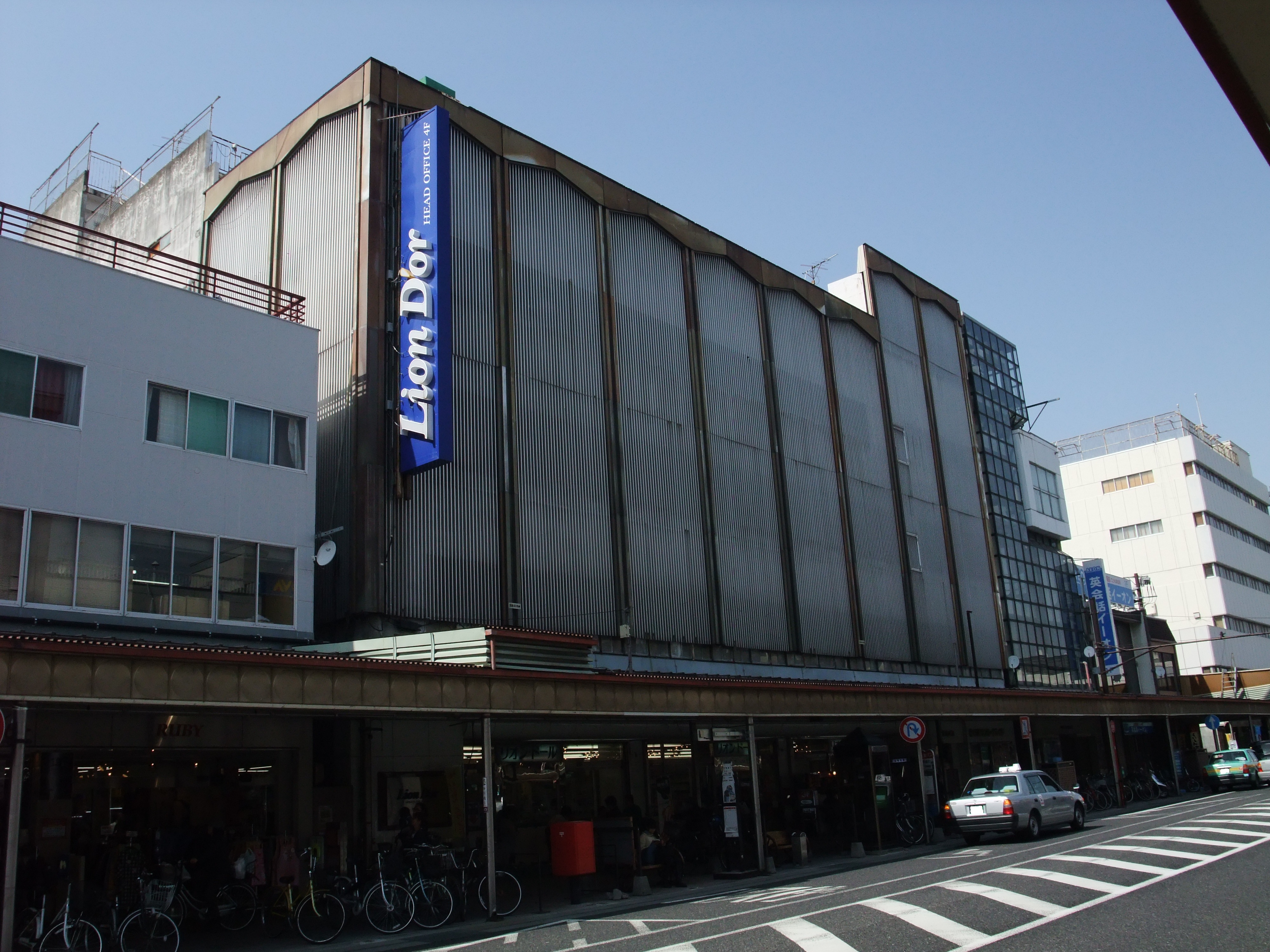
若松市警察庁舎跡地にあったリオン・ドール神明通り店（2009年）

旧警察法の施行で、従来の福島県警察部が解体され、1948年（昭和23年）3月7日に若松市警察署が設置された。庁舎は神明通りの中央に置かれた。
その後、1954年（昭和29年）に、旧警察法を全面改正する形で新警察法が公布された。これにより国家地方警察と自治体警察が廃止され、新たに都道府県警察として福島県警察本部が発足。若松市警察も福島県警察に統合され、姿を消した。庁舎の跡地（会津若松市中町4-36、北緯37度29分49.93秒 東経139度55分40.91秒 / 北緯37.4972028度 東経139.9280306度）には1961年（昭和36年）にスーパーマーケット・ライオン堂が開店し、後にリオン・ドールに改称したが、2020年（令和2年）9月16日に閉店した。

## 組織
1950年（昭和25年）時点
- 総務課
- 警備課
- 刑事課